# Tjeerd van Andel
Pour les articles homonymes, voir Tjeerd et Van Andel.
Tjeerd (« Jerry »,) Hendrik van Andel, né le 15 janvier 1923 à Rotterdam et mort le 17 septembre 2010 à Cambridge, est un géologue et océanographe américain d'origine néerlandaise.
Les océanographes Tjeerd van Andel et Jack Corliss, à bord du submersible Alvin (de l'Institut océanographique de Woods Hole) piloté par Jack Donnelly, découvrent pour la première fois des sources hydrothermales à l'axe de la dorsale océanique des Îles Galápagos, le 17 février 1977,.

## Publications
- (en) John B. Corliss, Jack Dymond, Louis I. Gordon, John M. Edmond, Richard P. von Herzen, Robert D. Ballard, Kenneth Green, David Williams, Arnold Bainbridge, Kathy Crane et Tjeerd H. van Andel, « Submarine Thermal Springs on the Galápagos Rift », Science, vol. 203, no 4385,‎ 16 mars 1979, p. 1073-1083 (ISSN 0036-8075, DOI 10.1126/science.203.4385.1073, lire en ligne)